# Ture J:son Arne
Ture Algot Johnsson Arne, född 7 maj 1879 i Söderköping, död 2 augusti 1965, var en svensk arkeolog.

## Biografi
Arne var från 1909 antikvarie vid Vitterhetsakademien. Han disputerade i Uppsala 1914 på avhandlingen La Suède et l'Orient, études archéologiques sur les relations de la Suède et de l'Orient pendant l'âge des vikings. Arnes arbetsfält var främst kontakterna mellan Skandinavien och det tidiga Ryssland. 1912 publicerade han Stolpes fynd från grävningarna vid Vendels kyrka. Andra viktiga arbeten är Det stora Svitjod (1917), avsnittet "Östeuropa och Balkan" i De förhistoriska tiderna i Europa (1927-1928), och hans behandling av materialet från Johan Gunnar Anderssons Kinasamlingar i Painted Stone Age Pottery From the Province of Honan, China (1925).
En annan viktig insats inom arkeologin var några fotografier Arne tog 1913 i samband med en resa till den ryska floden Dnepr och forsarna vid Nenasytetc. Dessa anses vara detsamma som forsen Neasit som nämns av den bysantinske kejsaren Konstantin VII Porfyrogennetos i hans De administrando imperio. Kejsaren anger att forsens rusiska namn var Aeiphor, vilket i sin tur återkommer som "Aifur" på en runsten från Pilgårds i Boge socken på Gotland. Fotografierna från Nenasytetc är idag ovärderliga då området sedan 1932 är dränkt av kraftverksdammen vid Zaporizjzja.
Arne var från 1906 gift med en bankirdotter från Wien, Ida Meyersheim (1875), som följde honom på hans resor. Som medarbetare i Nordisk familjebok använde han signaturen T.J.A.

## Shah Tepé
För att försöka klarlägga sambandet mellan Kinas förhistoria och Västasien försökte Arne först få tillstånd att gräva i Väst-Turkestan, men de sovjetiska myndigheterna vägrade. I stället kom undersökningarna att äga rum vid Shah Tepé, en ruinkulle i iranska Turkmenistan, sydost om Kaspiska havet. Undersökningen, som ägde rum under Svenska Iranexpeditionen 1932–1933, ingick som en fristående del i Sven Hedins stora Asienexpedition 1927–1935.
Fynden härrörde från två skilda bebyggelseperioder, den första från kopparåldern, den andra från muselmansk tid. Från båda perioderna var keramiken den viktigaste fyndkategorin; i den äldsta periodens lägsta nivå (c:a 3 200-2 800 f. Kr.) påträffades den sökta målade keramiken. Över huvud taget bekräftade hans undersökningar att området fungerat som en förbindelselänk mellan öst och väst. 1940 ordnade Arne en utställning i SHM av fynden från Shah Tepé jämte andra föremål från Iran. Efter ett par förberedande rapporter utgav Arne 1945 den stora publikationen "Excavations at Shah Tepé, Iran".